# Kazakstan i olympiska sommarspelen 1996
Kazakstan deltog i de olympiska sommarspelen 1996 med en trupp bestående av 96 deltagare, och landet tog totalt 11 medaljer.

## Medaljer
| Medalj | Namn                | Sport          | Gren                                |
| ------ | ------------------- | -------------- | ----------------------------------- |
| 1      | Vasilij Dzjirov     | Boxning        | Lätt tungvikt                       |
| 1      | Jurij Melnitjenko   | Brottning      | Bantamvikt, grekisk-romersk         |
| 1      | Alexander Parygin   | Modern femkamp | Herrarnas individuella              |
| 2      | Bulat Jumadilov     | Boxning        | Flugvikt                            |
| 2      | Sergej Beljajev     | Skytte         | Herrarnas 50 m gevär tre positioner |
| 2      | Sergej Beljajev     | Skytte         | Herrarnas 50 m gevär liggande       |
| 2      | Anatolij Khrapaty   | Tyngdlyftning  | Herrarnas 99 kg                     |
| 3      | Maulen Mamyrov      | Brottning      | Flugvikt, fristil                   |
| 3      | Bolat Niyazymbetov  | Boxning        | Lätt weltervikt                     |
| 3      | Jermachan Ibraimov  | Boxning        | Lätt mellanvikt                     |
| 3      | Vladimir Vokhmyanin | Skytte         | Herrarnas 25 m snabbpistol          |

## Boxning
Flugvikt
- Bulat Jumadilov →  Silver
  1. Första omgången — Besegrade Vladislav Neiman (Israel), 18-7
  2. Andra omgången — Besegrade Serhiy Kovganko (Ukraina), 21-4
  3. Kvartsfinal — Besegrade Damaen Kelly (Irland), 13-6
  4. Semifinal — Besegrade Zoltan Lunka (Tyskland), 23-18
  5. Final — Förlorade mot Maikro Romero (Kuba), 11-12

Bantamvikt
- Bektas Abubakirov
  1. Första omgången — Förlorade mot Rachid Bouaita (Frankrike), 4-10

Fjädervikt
- Bakhtiyar Tileganov
  1. Första omgången — Förlorade mot Floyd Mayweather (USA), domaren stoppade matchen

Lätt weltervikt
- Bolat Niyazymbetov →  Brons
  1. Första omgången — Besegrade Carlos Martínez (Mexiko), 25-3
  2. Andra omgången — Besegrade Davis Mwale (Zambia), 11-3
  3. Kvartsfinal — Besegrade Moghimi Babak (Iran), 13-8
  4. Semifinal — Förlorade mot Héctor Vinent (Kuba), 6-23

Weltervikt
- Nurzhan Smanov
  1. Första omgången — Besegrade Lynden Hosking (Australien), domaren stoppade matchen
  2. Andra omgången — Besegrade Abdul Rasheed (Pakistan), 13-9
  3. Kvartsfinal — Förlorade mot Juan Hernández Sierra (Kuba), 8-16

Lätt mellanvikt
- Jermachan Ibraimov →  Brons
  1. Första omgången — Besegrade Nick Farrell (Kanada), 15-4
  2. Andra omgången — Besegrade Hendrik Simangunsong (Indonesien), domaren stoppade matchen
  3. Kvartsfinal — Besegrade Markus Beyer (Tyskland), 19-9
  4. Semifinal — Förlorade mot Alfredo Duvergel (Kuba), 19-28

Lätt tungvikt
- Vasilij Dzjirov →  Guld
  1. Första omgången — Besegrade Julio González (Mexiko), domaren stoppade matchen
  2. Andra omgången — Besegrade Pedro Aurino (Italien), 18-13
  3. Kvartsfinal — Besegrade Troy Amos-Ross (Kanada), 14-8
  4. Semifinal — Besegrade Antonio Tarver (USA), 15-9
  5. Final — Besegrade Lee Seung-Bae (Sydkorea), 17-4

Supertungvikt
- Mikhail Yurchenko
  1. Första omgången — Bye
  2. Andra omgången — Förlorade mot Aleksej Lezin (Ryssland), domaren stoppade matchen

## Brottning
Lätt tungvikt, fristil
- Rishat Mansurov
  - Final — 155,0 + 182,5 = 337,5 (→ 10:e plats)

- Kuanysh Rymkulov
  - Final — DNS (→ ingen placering)

## Bågskytte
Damernas individuella
- Anna Mozhar — 32-delsfinal, 37:e plats (0-1)
- Irina Leonova — 32-delsfinal, 52:e plats (0-1)
- Yana Touniiantse — 32-delsfinal, 58:e plats (0-1)

Herrarnas individuella
- Vadim Chikarev — Sextondelsfinal, 30:e plats (1-1)
- Vitaliy Shin — 32-delsfinal, 33:e plats (0-1)
- Sergei Martynov — 32-delsfinal, 43:e plats (0-1)

Damernas lagtävling
- Mozhar, Leonova och Touniiantse — Kvartsfinal, 8:e plats (1-1)

Herrarnas lagtävling
- Chikarev, Shin och Martynov — Åttondelsfinal, 13:e plats (0-1)

## Cykling

### Landsväg
Herrarnas linjelopp
- Andrey Kivilev
- Aleksandr Vinokurov
- Aleksandr Shefer
- Andrey Teteryuk

Damernas linjelopp
- Alla Vasilenko
  - Final — fullföljde inte (→ ingen placering)

### Bana
Herrarnas poänglopp
- Sergey Lavrenenko
  - Final — 7 poäng (→ 10:e plats)

Herrarnas tempolopp
- Vadim Kravchenko

Damernas poänglopp
- Alla Vasilenko

## Friidrott
Herrarnas 100 meter
- Vitalij Savin
- Vitaly Medvedev

Herrarnas 20 kilometer gång
- Valeriy Borisov

Herrarnas 50 kilometer gång
- Sergey Korepanov — 3:48:42 (→ 8:e plats)

Herrarnas stavhopp
- Igor Potapovich

Herrarnas tresteg
- Sergey Arzamasov

Herrarnas kulstötning
- Sergey Rubtsov

Damernas 400 meter
- Svetlana Bodritskaya
  - Heat — 53.24 (→ gick inte vidare)

Damernas 400 meter häck
- Natalya Torchina
  - Kval — 55,94 (→ gick inte vidare)

Damernas längdhopp
- Yelena Pershina
  - Kval — 6,50m (→ gick inte vidare)

- Yelena Koshcheyeva
  - Kval — 5,55m (→ gick inte vidare)

Damernas höjdhopp
- Svetlana Zalevskaya
  - Kval — 1,93m
  - Final — 1,93m (→ 14:e plats)

Damernas kulstötning
- Yelena Baltabayeva
  - Kval — 16,40m (→ gick inte vidare)

Damernas sjukamp
- Svetlana Kazanina
  - Final Result — 6002 poäng (→ 18:e plats)

Damernas 10 kilometer gång
- Svetlana Tolstaya — 45:35 (→ 21:e plats)

- Maya Sazonova — 47:33 (→ 35:e plats)

## Fäktning
Herrarnas florett
- Vyacheslav Grigoryev

## Judo
Herrarnas halv lättvikt
- Sergey Akhirov

Herrarnas lättvikt
- Akhat Akhirov

Herrarnas halv mellanvikt
- Ruslan Seilkhanov

Herrarnas mellanvikt
- Sergey Alimzhanov

Herrarnas halv tungvikt
- Sergey Shakimov

Herrarnas tungvikt
- Igor Peshkov

Damernas halv mellanvikt
- Valentina Kamsulyeva

Damernas halv tungvikt
- Yevgeniya Bogunova

## Modern femkamp
Herrar
- Alexander Parygin — 5551 poäng (→  Guld)
- Dmitrij Tjurin — 3878 poäng (→ 31:a plats)

## Simhopp
Damernas 3 m
- Irina Vjguzova
  - Kval  – 276,45
  - Semifinal – 202,86
  - Final – 273,06 (→ 10:e plats)

- Jelena Ivanova
  - Kval – 235,50
  - Semifinal – 187,20 (→ did not advance, 18:e plats)

Damernas 10 m
- Irina Vjguzova
  - Kval – 319,11
  - Semifinal – 158,40
  - Final – 274,20 (→ 7:e plats)